# Cartouche
Louis Dominique Garthausen, mai bine cunoscut sub numele de Cartouche (de asemenea, Louis Dominique Bourguignon (n. 1693 la Paris, d. 28 noiembrie 1721 Paris), a fost un tâlhar francez , criminal și șef de bandă de hoți de drumul mare.

## Ecranizări
- 1962 Cartouche, regia Philippe de Broca

1. ↑  Autoritatea BnF, accesat în 10 octombrie 2015